# Crucisoma bernardi
Crucisoma bernardi är en kräftdjursart som beskrevs av Zbigniew Kabata 1981. Crucisoma bernardi ingår i släktet Crucisoma, ordningen Poecilostomatoida, klassen Maxillopoda, fylumet leddjur och riket djur. Inga underarter finns listade i Catalogue of Life.